# Bruno Kirchhof (Politiker, 1875)
Paul Bruno Kirchhof (* 20. Mai 1875 in Dresden; † 2. Mai 1955 ebenda) war ein deutscher Politiker (MSPD) und der letzte Minister für Militärwesen in Sachsen.

## Leben
Nachdem Kirchhof eine Schneiderlehre beendet hatte, war er von April 1907 bis April 1919 Angestellter des Schneiderverbandes in Dresden. 1914 war er bereits zum Vorstandsmitglied des Gewerkschaftskartells in Dresden gewählt worden. 1919 wurde er Stadtverordneter in Dresden.
Nachdem Gustav Neuring am 12. April 1919 aufgrund geplanter Pensionskürzungen von einem wütenden Mob gelyncht wurde, ernannte Georg Gradnauer Kirchhof am 26. April zu dessen Nachfolger. Dieses Amt hatte er bis zur Auflösung des Ministeriums am 4. Mai 1920 inne. Zuvor war Kirchhof bereits mit der Leitung des Ministeriums betraut worden und hatte am 13. April den Notstand ausgerufen. Da den Aufständen in der jungen Weimarer Republik immer schwieriger beizukommen war, wurde die Auflösung der Staatsministerien für Militärwesen durchgesetzt: Stattdessen wurde in Sachsen die Reichswehr-Befehlsstelle Sachsen eingerichtet, die das Ministerium ablöste und dessen Vorsitz Kirchhof am 20. August übernahm. Am 1. Oktober 1919 wurde schließlich auch die Befehlsstelle aufgelöst. Zum Befehlshaber des neu geschaffenen Wehrkreises IV wurde General Maercker ernannt. Für den 1. Wahlkreis saß Kirchhof von Februar 1919 bis November 1920 zudem in der Sächsischen Volkskammer.
Ab Mai 1919 war er Leiter des Ortsamtes für Kriegsfürsorge und ab 1931 Leiter des Wohlfahrtsamtes in Dresden, dem u. a. die Verwaltung der städtischen Bäder, des Bestattungsamtes und des Frauenhospitals oblag.
Am 14. März 1933 wurde der berufsmäßige Stadtrat Kirchhof gemeinsam mit Dresdens Oberbürgermeister Wilhelm Külz und anderen von Manfred von Killinger zunächst unter Gehaltskürzungen beurlaubt und im Juli auf Grundlage des Gesetzes zur Wiederherstellung der Berufsbeamtentums entlassen.
Nach 1945 war Kirchhof Direktor der Sozialversicherungskasse in Dresden.